# Brusel
Brusel (francouzsky Bruxelles [bʁy.sɛl], nizozemsky Brussel [brʏsəl]) je hlavní město Belgie a jedna z 19 obcí Bruselského regionu. Žije zde přibližně 196 tisíc obyvatel a jeho rozloha činí 33,1 km². Je sídlem NATO a některých institucí Evropské unie, a proto bývá neoficiálně označován jako „hlavní město Evropy“. Je zároveň hlavním městem Vlámského společenství a Valonsko-bruselské federace (Francouzského společenství).

## Historie města
Podle legendy založil osadu kolem roku 580 sv. Guegerich (St. Géry). Jméno města je snad odvozeno od názvu Brucsella či Broekzelle, což znamená ves v bažinách. Brusel se jako metropole nachází přímo uprostřed Belgického království. Při jeho poloze vzkvétal rozvoj řemesel a v 11. století se ves rozrostla v opevněné město. Čtrnácté a patnácté století představovala zlatý věk města jako obchodního centra Evropy.
Na konci 17. století byl Brusel dělostřelecky odstřelován  Francouzi, což vedlo k velkému poškození města, následné obnově a rozsáhlé přestavbě. Zničena byla zhruba čtvrtina veškeré zástavby, včetně domů na náměstí Grand-Place.
V 19. století se Brusel jako metropole mladého belgického státu dynamicky rozvíjel. V závěru století se zde konaly časté výstavy, což městu přineslo velkou prestiž na mezinárodním poli. V té době došlo také k dramatickému rozvoji města, zakrytí řeky Senne a vybudování třídy Anspach, zavedení železnice aj.
Během obou světových válek byl Brusel ušetřen válečného ničení. V 2. polovině 20. století však docházelo často k necitlivým zásahům do historické zástavby, známé pod pojmem bruselizace.

## Administrativa
Brusel je jednou z 19 obcí Bruselského regionu. Žije v něm přibližně 175 000 obyvatel a jeho rozloha činí 32,61 km². Název Brusel se používá často také k označení celého Bruselského regionu, který se rozkládá na ploše 161 km². Stejně jako všechny obce Bruselského regionu je i Brusel oficiálně dvojjazyčný – úředními jazyky jsou francouzština a nizozemština.

### Mezinárodní instituce

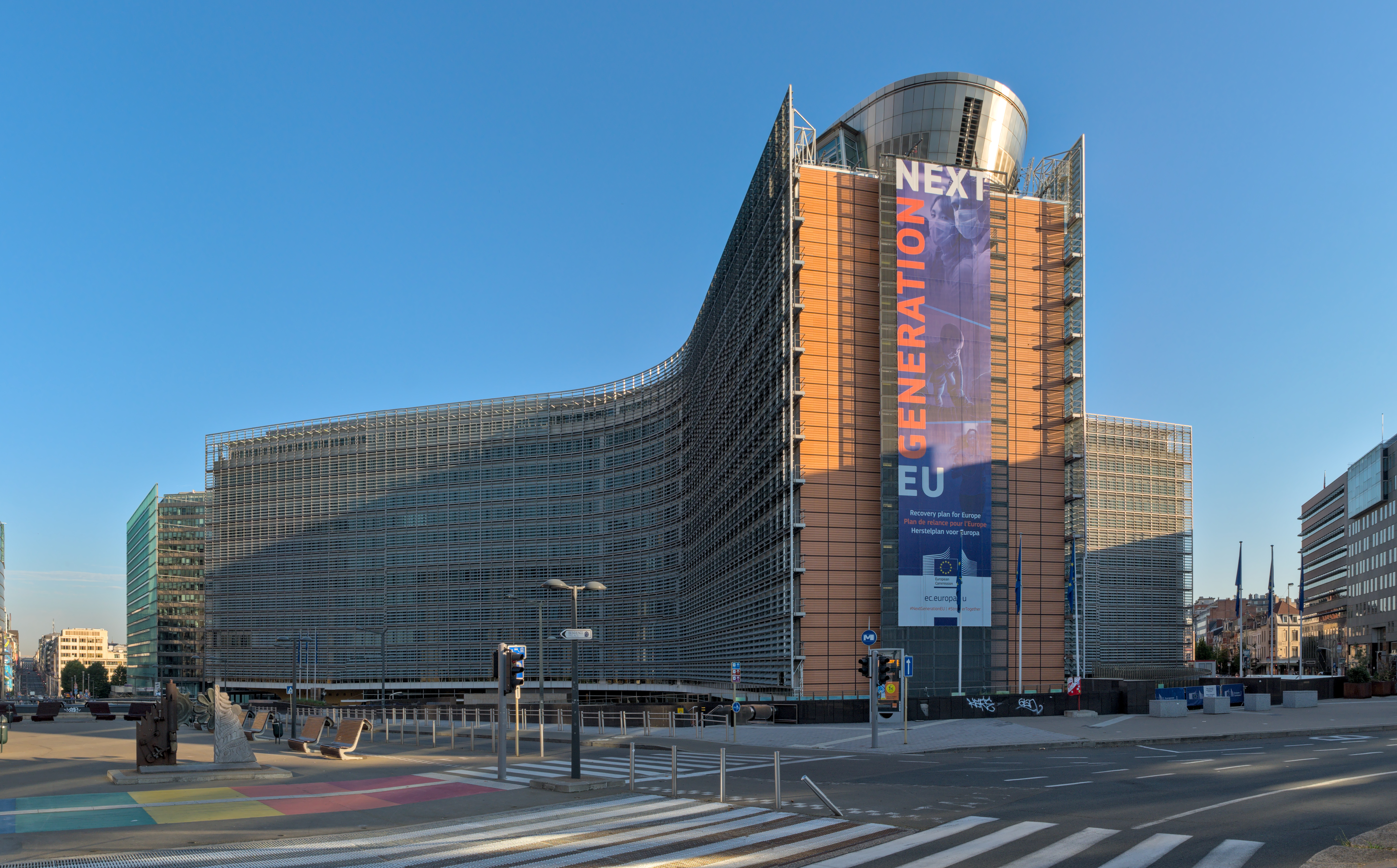
Budova Evropské Komise

Tři hlavní instituce Evropské unie – Evropská komise, Evropská rada a Rada Evropské unie – mají centrálu v Bruselu. Komise sídlí v budově Berlaymont a Rada EU v budově Justus Lipsius. Zasedají zde také výbory Evropského parlamentu (sídlo EP je však ve Štrasburku a sekretariát parlamentu sídlí v Lucemburku). Evropský parlament však má v Bruselu budovu odpovídající jeho aktivitám, ve které může (v případě potřeby či politického rozhodnutí) nezávisle zasedat. V Bruselu sídlí rovněž Evropský hospodářský a sociální výbor a Evropský výbor regionů, nachází se zde i sídlo Evropské služby pro vnější činnost (EEAS) a Evropské organizace pro bezpečnost leteckého provozu (Eurocontrol).
Brusel je rovněž sídlem Severoatlantické aliance (NATO). 

### Národní instituce a budovy
- Archives et Musée de la littérature
- Le Botanique
- La Galerie Ravenstein / Ravensteingalerij
- Kasteel van Laken / Château de Laeken
- Koninklijk Paleis van Brussel / Palais Royal de Bruxelles
- Palais de Justice / Justitiepaleis
- Palais des beaux-arts / Paleis voor Schone Kunsten
- Stade Roi Baudouin / Koning Boudewijnstadion
- Vrije Universiteit Brussel / Université Libre de Bruxelles

## Náboženství
Většina obyvatel je frankofonní (85–90 %). Značnou část obyvatel města tvoří přistěhovalci a jejich potomci (marockého, tureckého, balkánského, polského, afrického a jiného původu). Okolo 32 % obyvatel Bruselu jsou přistěhovalci z evropských zemí a dalších 36 % obyvatel jsou lidé neevropského původu, především z Maroka, Turecka a subsaharské Afriky. Dle vyjádření Josepha De Kesela, belgického arcibiskupa, z dubna roku 2016 vyplývá, že praktikujících muslimů je ve městě 19 % oproti 12 % praktikujících katolíků. V Bruselu fungují čtyři muslimské školy, jejichž výuka klade důraz na muslimskou kulturu a totožnost.

## Turistické atrakce

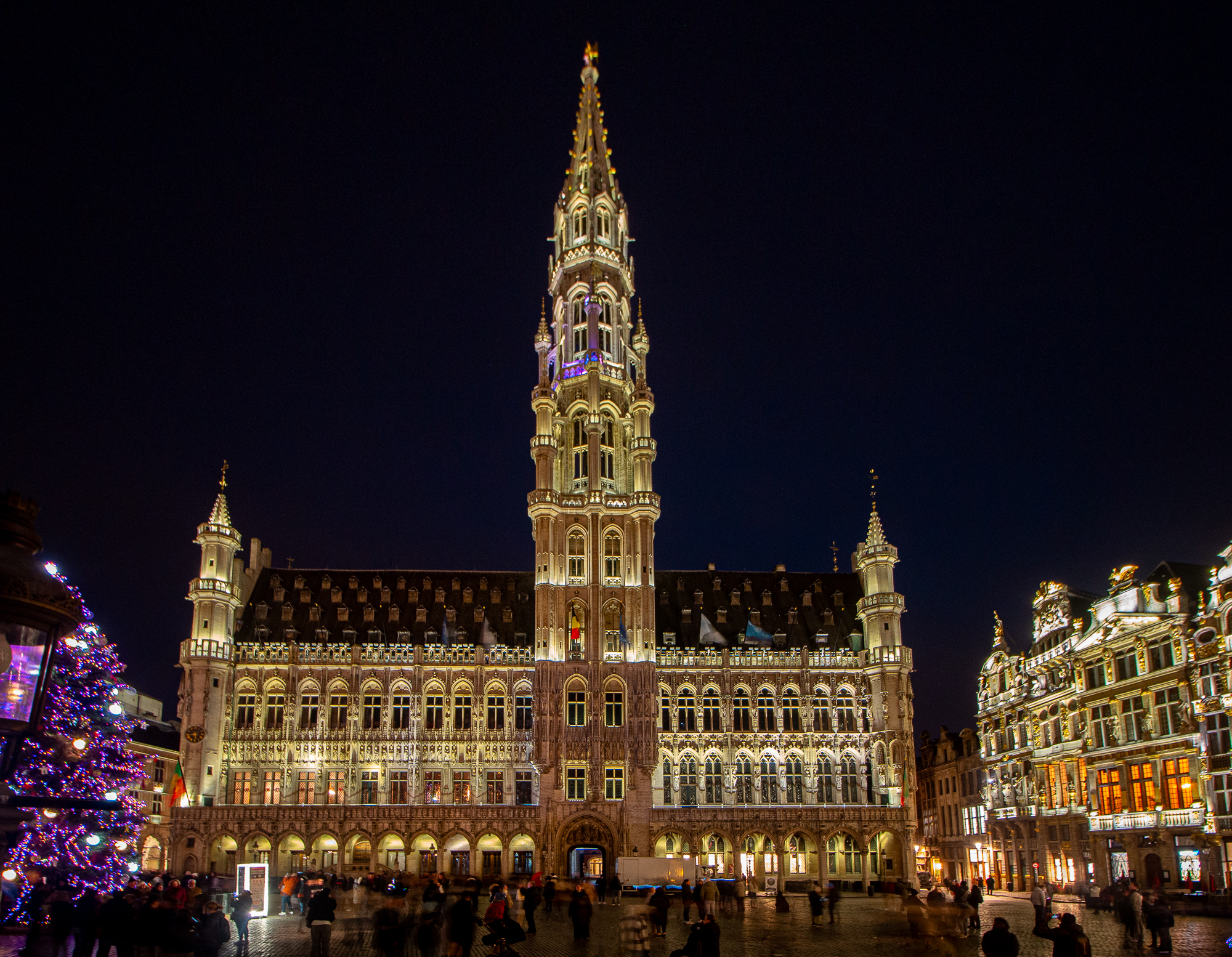
Radnice na náměstí Grand-Place

### Náměstí Grand-Place
Náměstí Grand-Place (nizozemsky Grote Markt) je historickým jádrem města. Mnozí (mj. Victor Hugo) jej považují za jedno z nejpůvabnějších náměstí na světě. Jeho dominantou je gotická radnice z 15. století s 96 m vysokou věží, na které je umístěna socha svatého Michaela, patrona Bruselu. Další významnou budovou je Maison du Roi / Broodhuis. Od roku 1998 je náměstí zapsáno na Seznamu světového dědictví UNESCO.
13. srpna 1695 byla většina domů, postavených ze dřeva, zničena střelbou z děl francouzského vojska pod vedením maršála vévody de Villeroy. Nepoškozena zůstala pouze věž radnice a několik kamenných zdí. V následujících letech byly cechovní domy na náměstí vybudovány znovu, tentokrát z kamene. Přestože průčelí každého domu je jiné, tvoří spolu architektonicky harmonický celek.

### Manneken-Pis

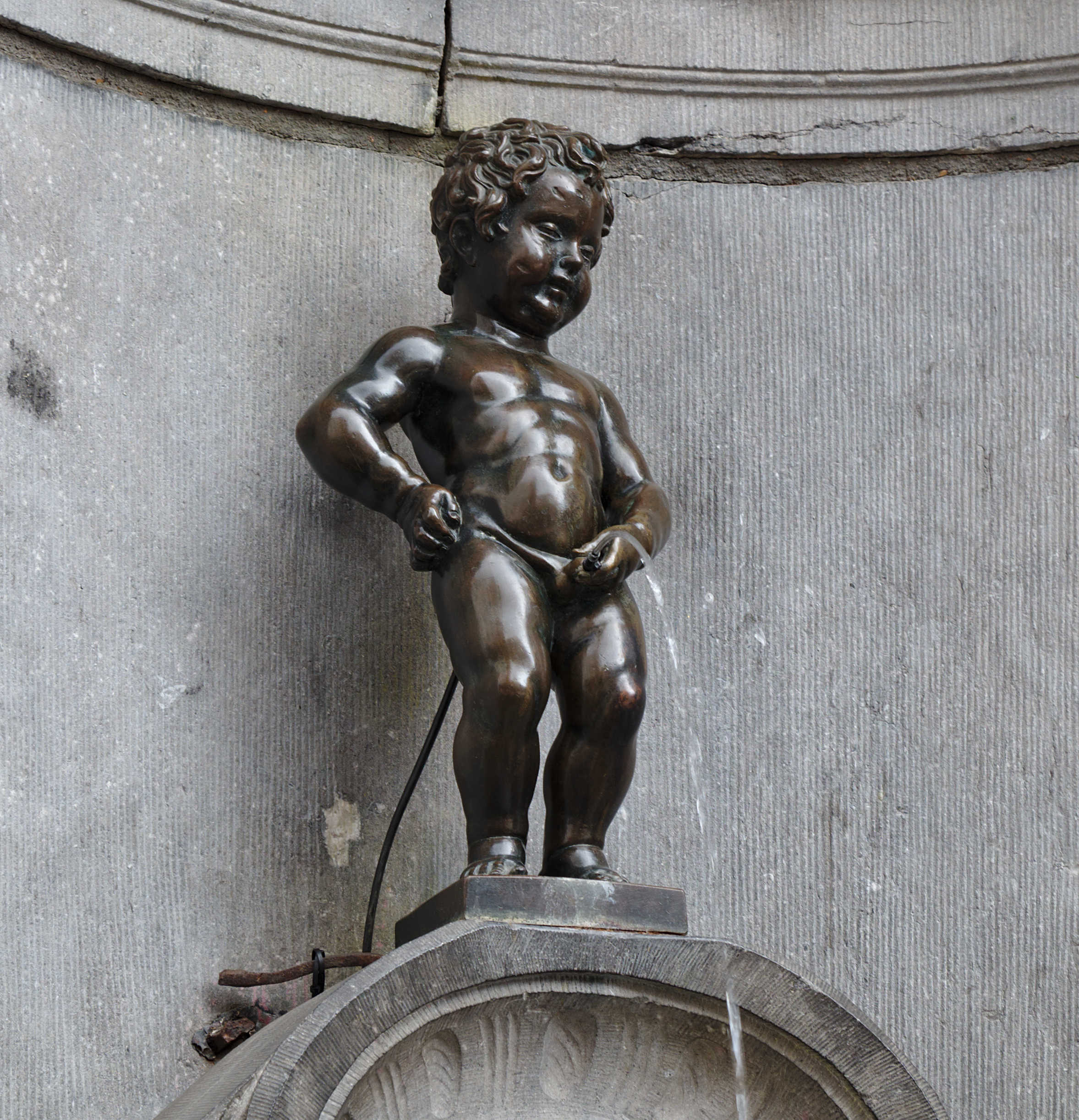
čůrající chlapeček – Manneken Pis

Manneken Pis (soška čurajícího chlapečka) je symbolem Bruselu. Sochu vytvořil v 17. století sochař Jérôme Duquesnoy. Manneken Pis se může pochlubit 800 oblečky, které jsou umístěny v městském muzeu. První kroj byl věnován v roce 1698. V roce 1745 sochu Manneken Pis ukradli Angličané. O dva roky později se ho zmocnili Francouzi. Poté, co se o tom dozvěděl král Ludvík XV., daroval Bruselu kroj ze zlatého brokátu, zdobený křížem svatého Ludvíka. V roce 1817 sošku zcizil a posléze zničil bývalý vězeň Antoine Lycas. Z jejích úlomků byl vytvořen model pro sošku, která zde stojí dnes. Od roku 1987 má svůj protějšek – čůrající holčičku – Jaenneke Pis. V roce 1998 přibyla také socha čůrajícího psa – Zinneke Pis.

### Další turistické cíle
- Královský palác
- Katedrála svatého Michaela archanděla a svaté Guduly
- Parc du Cinquantenaire, který vznikl roku 1880 při příležitosti oslav padesátého výročí belgické nezávislosti. V parku se nachází vítězný oblouk Palais du Cinquantenaire a několik galerií a muzeí.
- Bruselský park, nacházející se mezi Královským palácem a budovou belgického parlamentu
- Atomium postavené k příležitosti světové výstavy Expo 58.
- Mini-Europe – park, ve kterém je vystaveno více než 300 zmenšených modelů významných evropských staveb.Čůrající holčička - Jeanneke Pis

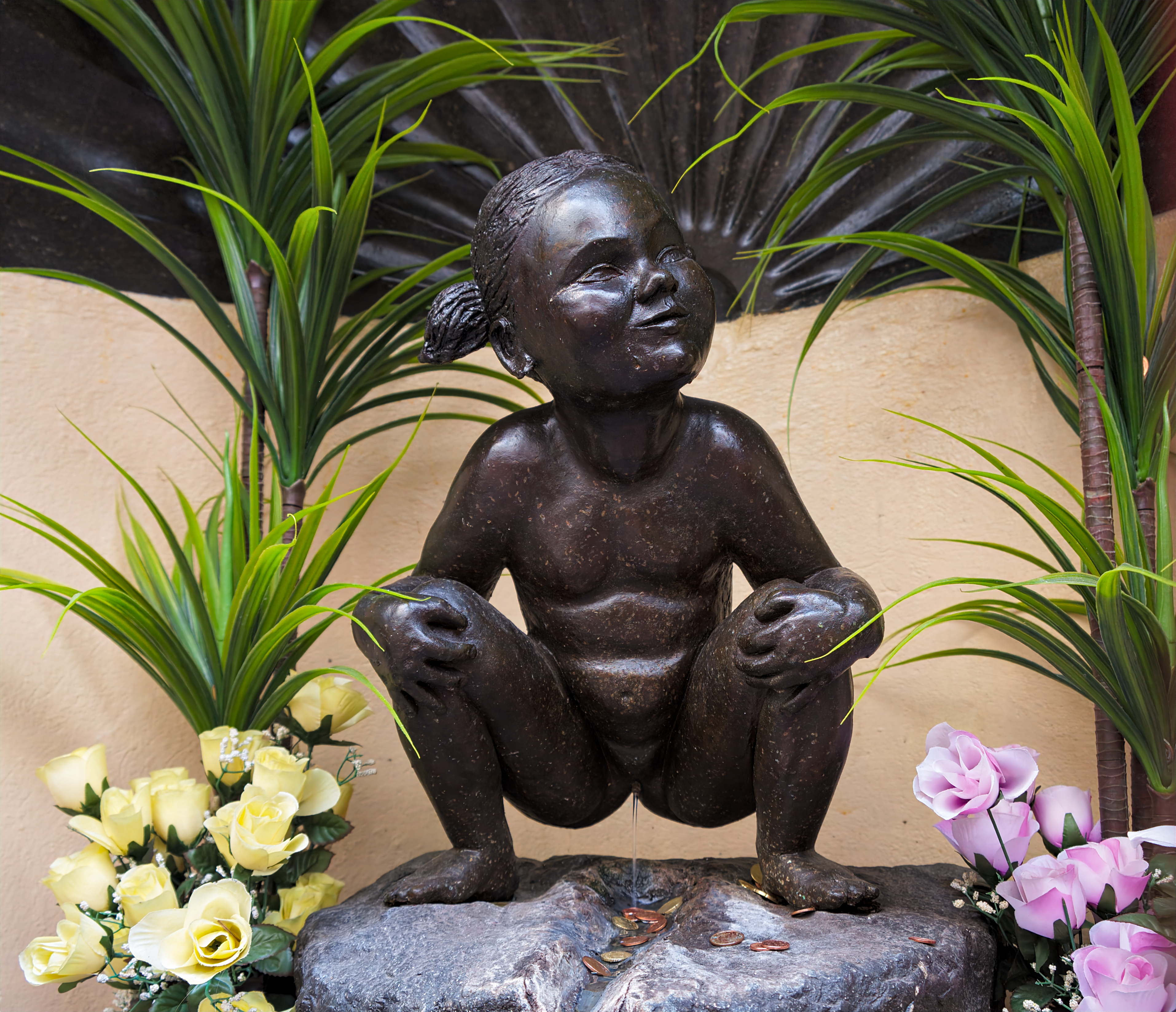
Čůrající holčička - Jeanneke Pis

- Budovy Královského muzea krásných umění Belgie.
- Hlavní městské domy architekta Victora Horty v Bruselu – čtyři domy (Hôtel Tassel, Hôtel Solvay, Hôtel van Eetvelde, and Hortům dům/ateliér) v secesním slohu (kulturní dědictví UNESCO).
- Skleníky Serres royales de Laeken v královské zahradě, dílo architekta Alphonse Balata. Každým rokem na přelomu dubna a května jsou na 14 dnů zpřístupněny veřejnosti.
- Muzeum komiksů, zřízené v secesní budově, projektované architektem Victorem Hortou. Ukazuje belgické komiksové hrdiny, jako jsou Kuifje, Suske, Wiske, Šmoulové a Tintin. Muzeum vlastní nejvíce obrázkových knížek na světě. Má 31 000 alb. Je zde zachycena historie kreslených seriálů na dílech více než 670 umělců.

## Doprava

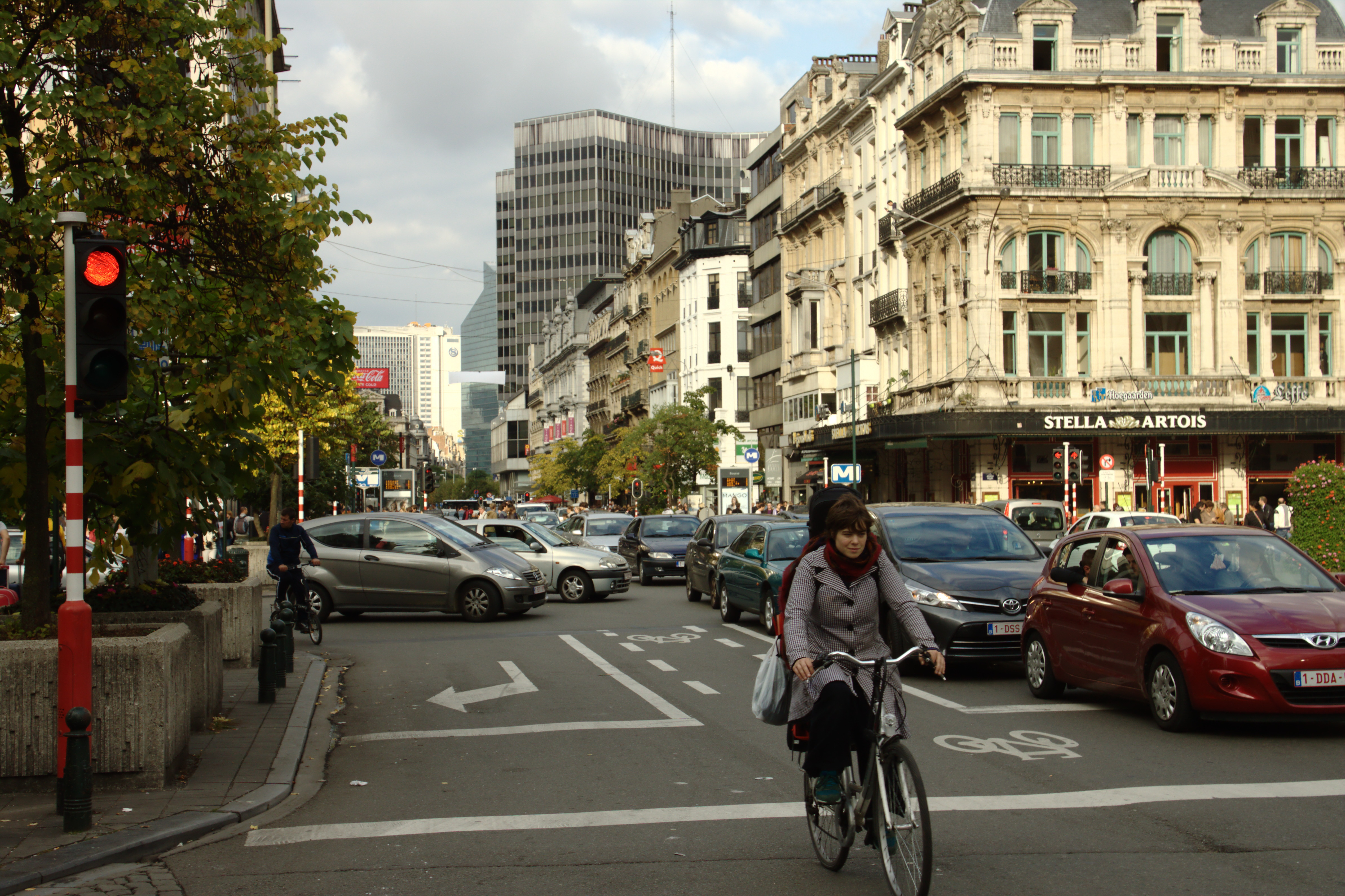
Pohled směrem k náměstí de Brouckère

Brusel je centrem a ústředním bodem dopravy celé Belgie. Na území samotného města leží jedno vytížené nádraží, Brusel centrální nádraží. Další významná nádraží, využívaná i pro dopravu v Bruselu, jižním nádraží (kde se potkávají 3 vysokorychlostní tratě ve směru k francouzským, německým a nizozemským hranicím) a Brusel severní nádraží leží za hranicí města. Díky 28 km dlouhému vodnímu kanálu Brusel-Šelda a 75 km dlouhému kanálu Brusel-Charleroi je město přístupné pro vnitrozemskou vodní dopravu. Letiště Brusel, které je největším v Belgii, se nachází 11 km severovýchodně od centra města. Okolo města je vystavěn dálniční okruh, na který je napojeno několik dalších dálnic (směr Gent, Antverpy, Lovaň, Namur, Charleroi, Lille).
Městská hromadná doprava zahrnuje metro, tramvaje a autobusy. Metro v Bruselu sestává ze 4 linek, celková délka kolejí je 39,9 km. Síť tramvajové dopravy má souhrnnou délku 140,9 km a čítá 17 linek. Autobusová doprava zahrnuje 50 denních linek a 11 nočních.

## Souvislosti
Odvozeninou od názvu města Brusel je v češtině pojmenování sportovní pomůcky brusle. S bruslením se poprvé setkali členové mírového poselstva českého krále Jiřího z Poděbrad vedeného panem Lvem z Rožmitálu během návštěvy Nizozemí, v rámci níž v roce 1465 zavítali i do Bruselu, podle kterého brusle nazvali a přivezli do Čech.

## Slavní rodáci
- Andreas Vesalius (1514–1564), vlámský anatom a chirurg
- Pieter Brueghel mladší (1564–1638), vlámský malíř
- Jean-Baptiste van Helmont (1580–1644), vlámský chemik, fyziolog a lékař
- Joseph Plateau (1801–1883), belgický fyzik, vynálezce stroboskopu
- Joseph Poelaert (1817–1879), belgický architekt
- Leopold II. Belgický (1835–1909), belgický král od roku 1865 až do své smrti a v letech 1885 až 1908 autokratický vládce Svobodného státu Kongo
- Henri La Fontaine (1854–1943), právník, politik, zakladatel dokumentalistiky, nositel Nobelovy ceny za mír za rok 1913
- Edgar P. Jacobs (1904–1987), belgický tvůrce komiksů (spisovatel i výtvarník)
- Claude Lévi-Strauss (1908–2009), francouzský antropolog a filosof
- Jacques Piccard (1922–2008), švýcarský podmořský výzkumník
- Jeanine Deckersová (1933–1985), dominikánská řeholnice, zpěvačka a hudební skladatelka
- Patrick Bauchau (* 1938), herec
- Ivo Van Damme (1954–1976), belgický atlet, běžec, dvojnásobný stříbrný olympijský medailista z LOH 1976
- Thierry Boutsen (* 1957), bývalý belgický jezdec Formule 1
- Stella Maxwell (* 1990), britská modelka Victoria's Secret
- Lost Frequencies (* 1993),  deephouseový a tropicalhouseový diskžokej a hudební producent
- Nafissatou Thiamová (* 1994), belgická atletka, úřadující olympijská vítězka v sedmiboji

## Partnerská města
- Akhisar, Turecko
- Atlanta, Spojené státy americké
- Berlín, Německo
- Breda, Nizozemsko
- Kyjev, Ukrajina
- Lublaň, Slovinsko
- Macao, Macao
- Madrid, Španělsko
- Montréal, Kanada
- Moskva, Rusko
- Peking, Čína
- Praha, Česko
- Sofie, Bulharsko
- Tirana, Albánie
- Washington, D.C., Spojené státy americké

## Galerie

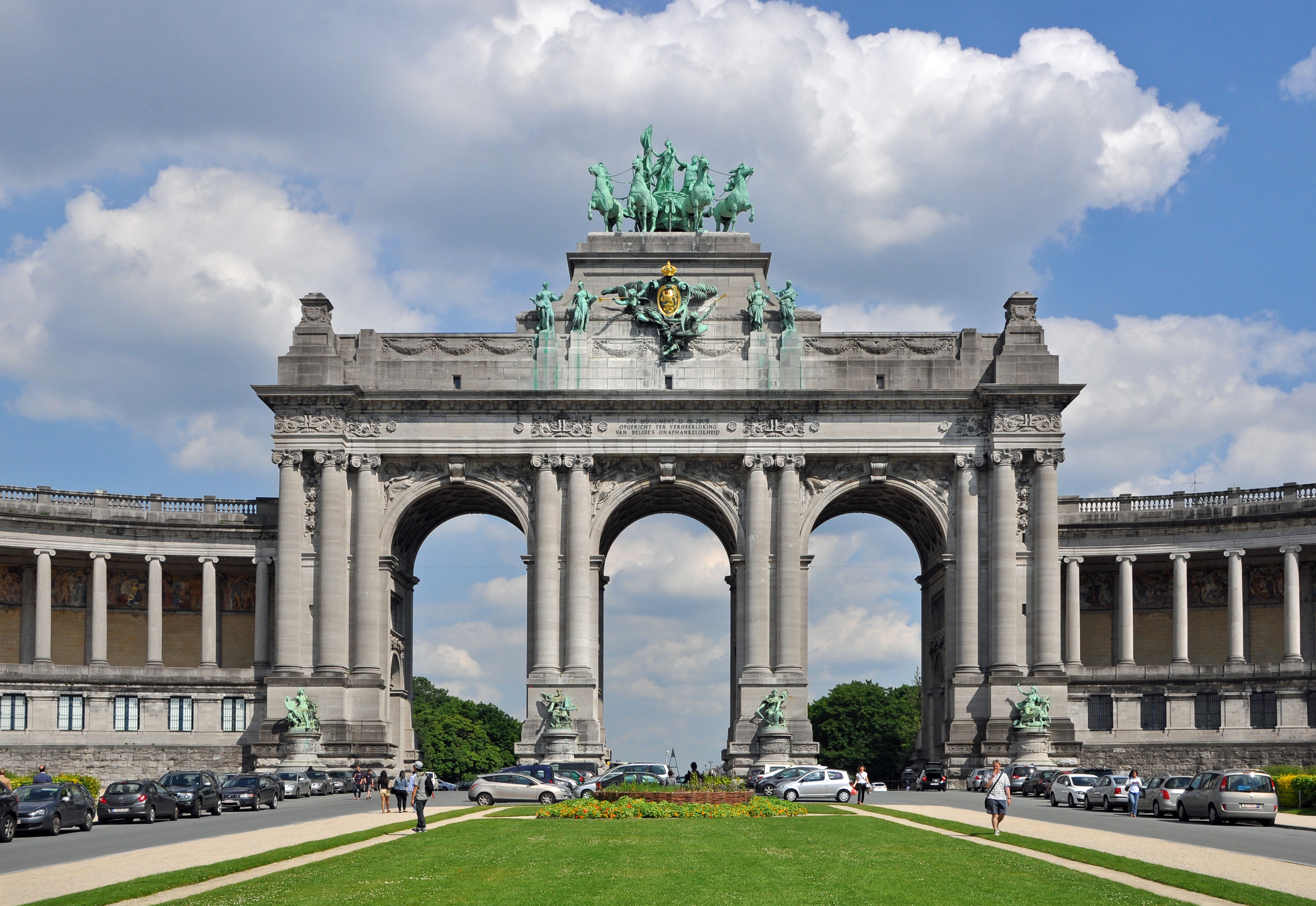
Vítězný oblouk v Parc du Cinquantenaire
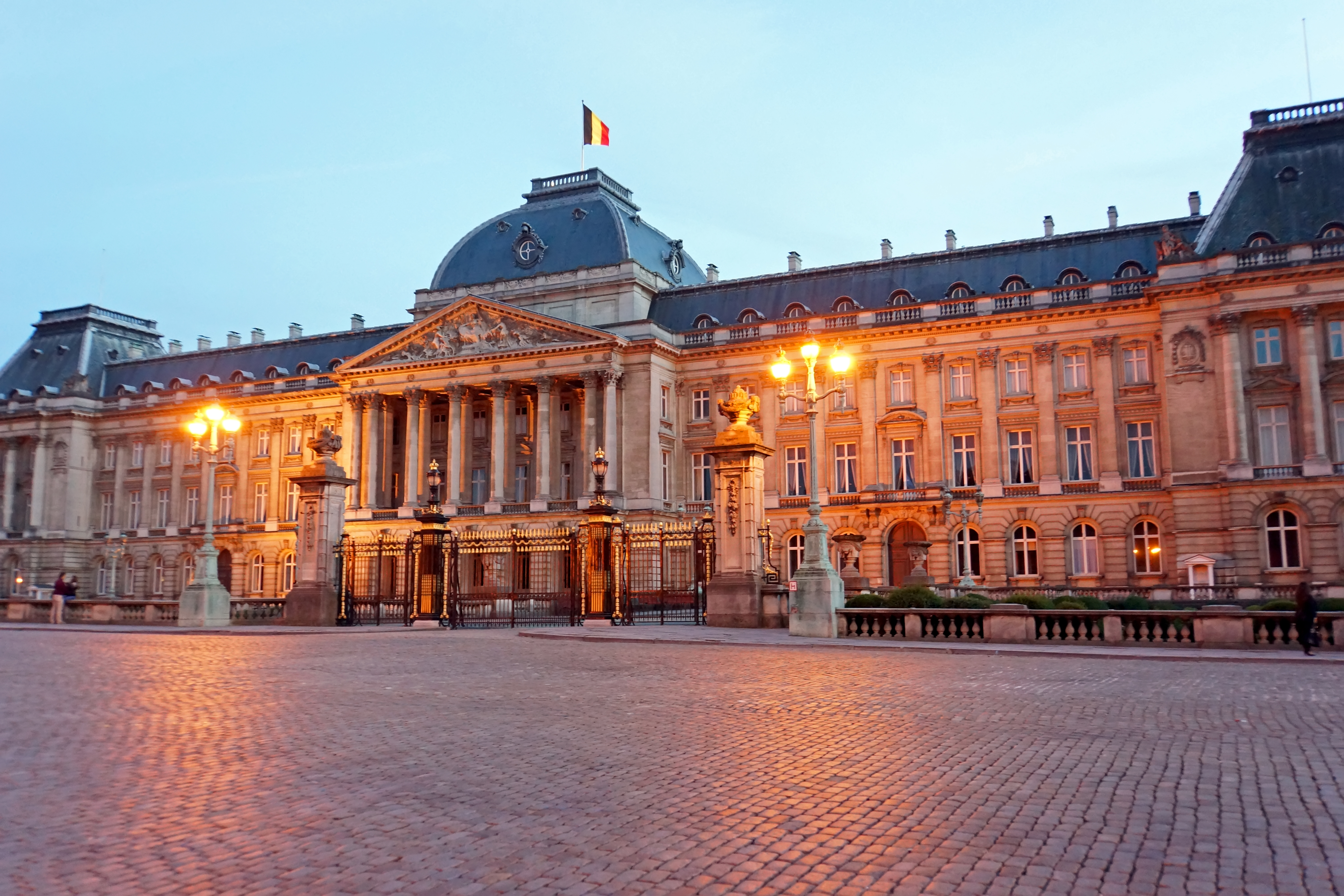
Královský palác
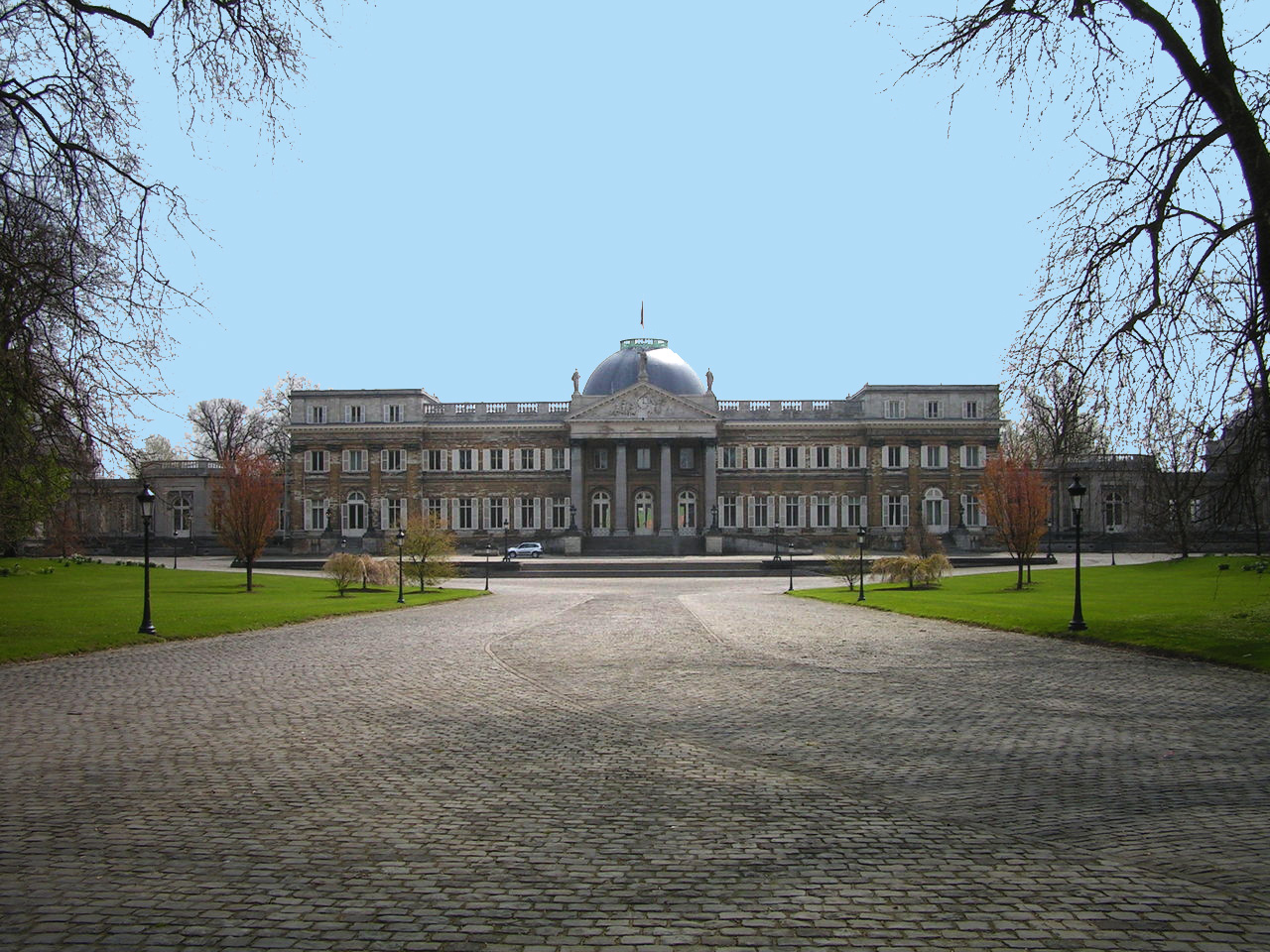
zámek Laeken - sídlo krále
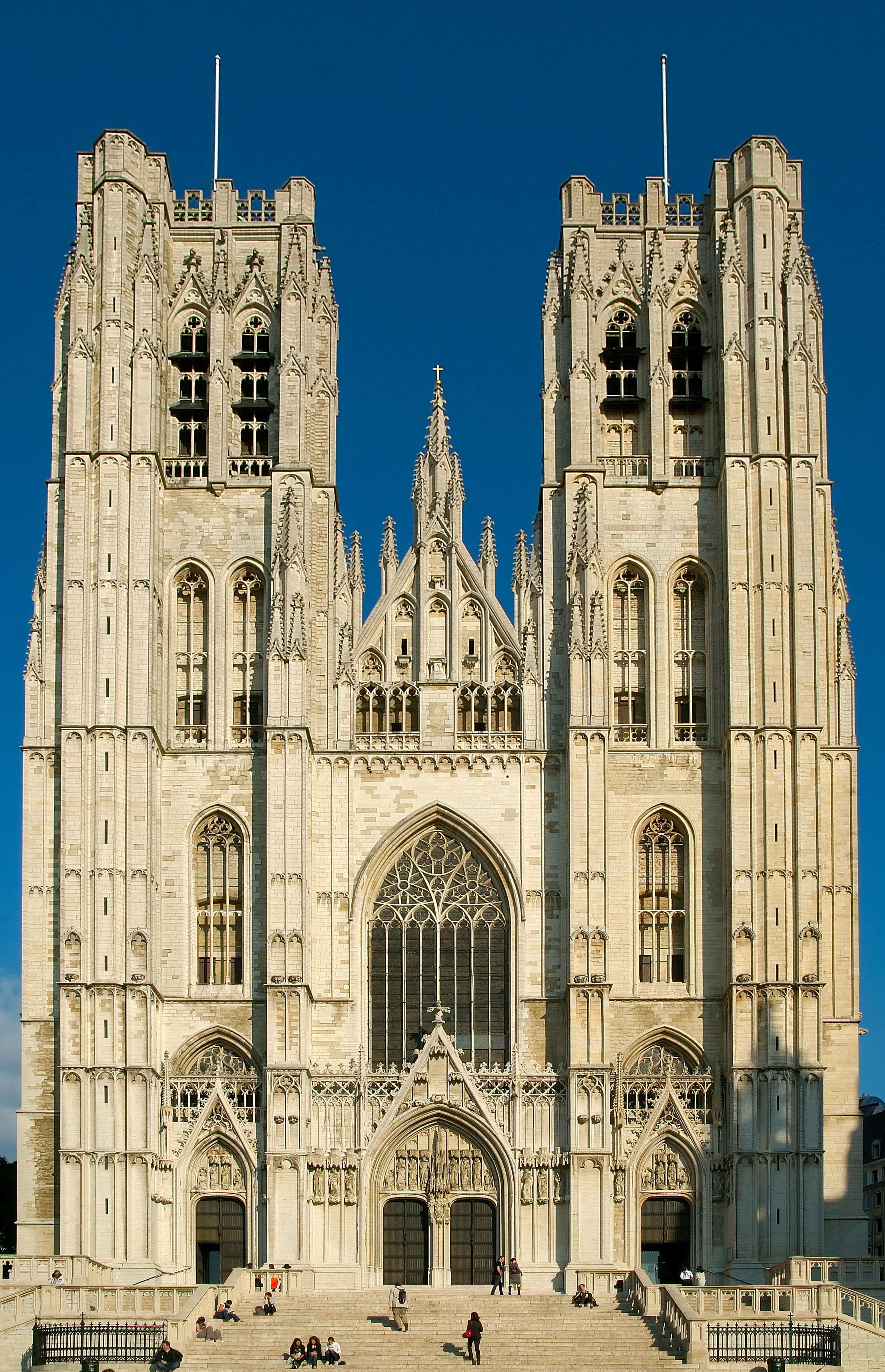
Katedrála svatého Michaela archanděla a svaté Guduly
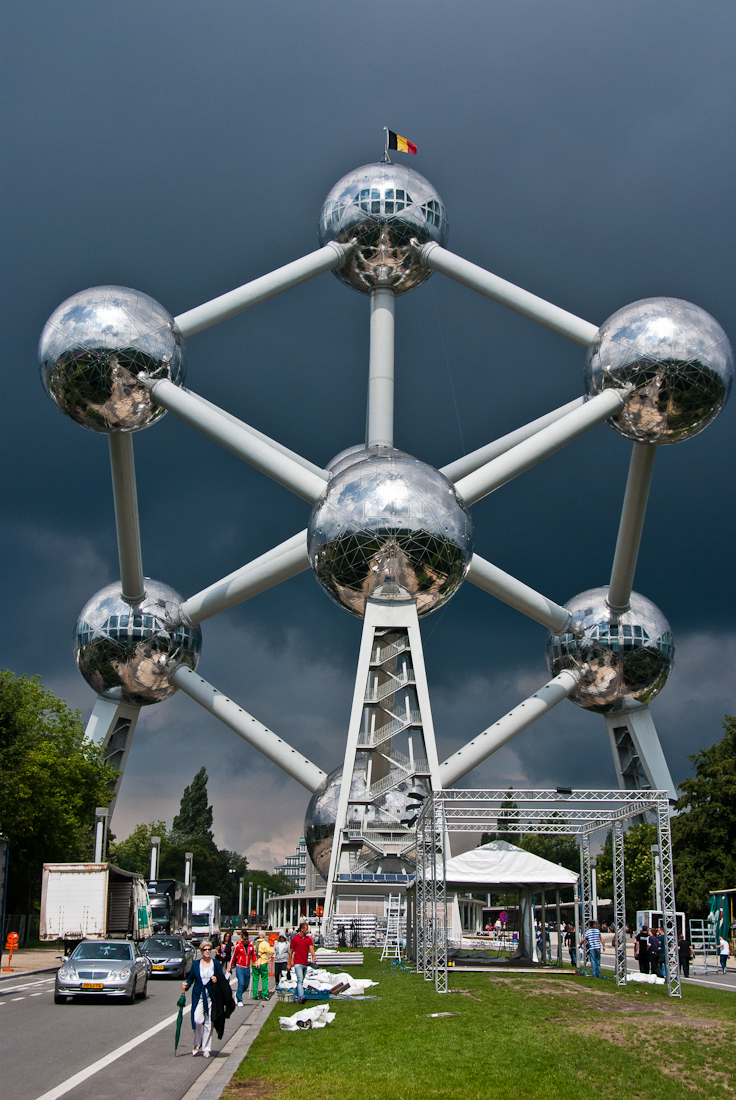
Atomium
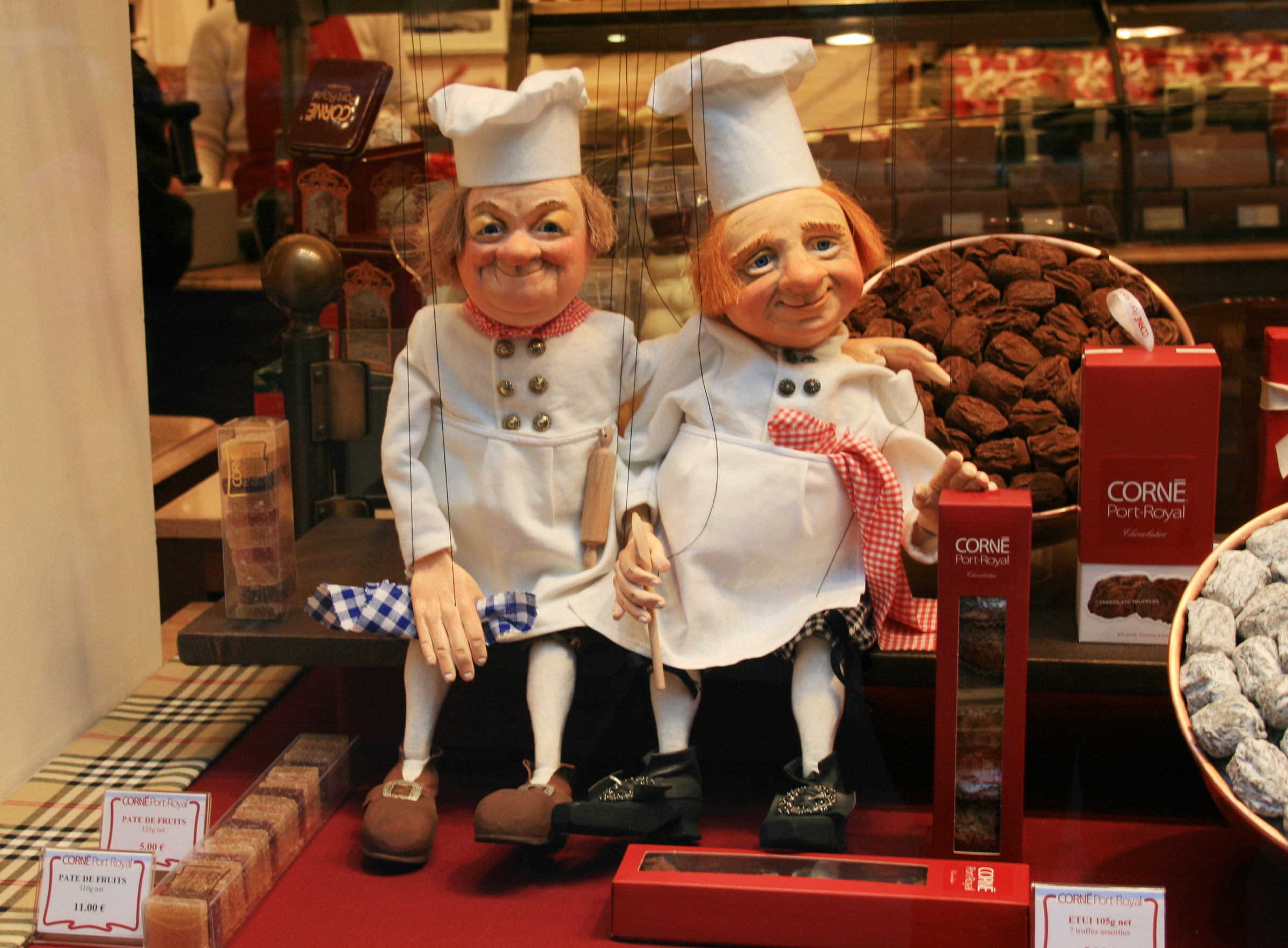
Obchod s pralinkami